# Alessandro Friggeri
Alessandro Friggeri (Roma, 23 ottobre 1815 – Roma, 17 maggio 1880) è stato un militare italiano dell'esercito pontificio, che partecipò però in prima persona alla Repubblica romana del 1849, difendendone i confini meridionali contro l'invasione dell'Esercito del Regno delle Due Sicilie. Dopo la Presa di Roma nel 1870, uscito dal servizio attivo, si avvicinò alla Chiesa Evangelica Valdese e vi aderì, nel 1872, diventandone col tempo un esponente rilevante.

## Biografia
Alessandro Friggeri nacque a Roma il 23 ottobre 1815, in una nobile ed antica famiglia romana (i Friggeri erano Conti) di forti tradizioni militari, fin dai tempi dell'antenato Capitano di Ventura Boldrino da Panicale (1331-1390). A vent'anni, spinto dal padre Giacomo, Capitano dell'Esercito dello Stato Pontificio, entrò come Cadetto nella Fanteria e servì in quell'Arma per tutta la sua carriera militare, fino a raggiungere il grado di Maggiore. 
La sua carriera militare fu relativamente rapida ed incrociò i maggiori eventi politici del periodo: dalla Repubblica Romana del 1849 (cui Friggeri partecipò direttamente in qualità di militare) alla seconda guerra d'indipendenza italiana italiana, di cui vide direttamente gli effetti sullo Stato pontificio (Stragi di Perugia e battaglia di Castelfidardo).

### Cronologia della vita militare
- 1835, 21 marzo nominato Cadetto della fanteria pontificia
- 1847 nominato Tenente
- 1848, 12 aprile promosso, dal tenente Generale Carlo Zucchi, Ministro delle Armi, a Capitano Aiutante maggiore ed assegnato al 3º Reggimento di fanteria di linea di stanza a Roma
- 1849, alla proclamazione della Repubblica Romana, vi aderì con tutto il Corpo militare di cui era ufficiale
- 1849, 19 maggio schierato davanti a Velletri, agli ordini del Comandante in Capo Pietro Roselli[3], partecipò allo scontro vittorioso contro l'Esercito del Regno delle Due Sicilie, che cooperava al ripristino del potere temporale in Roma
- 1849, 24 settembre, alla restaurazione dello Stato pontificio, su sua richiesta, fu mantenuto nei ranghi dell'Esercito dello Stato Pontificio forse grazie anche al suo titolo nobiliare, ma degradato a Tenente, non essendo riconosciuta la nomina a Capitano, fatta in un periodo "sospetto"
- 1851 reintegrato nel grado di Capitano e nominato istruttore del Battaglione Cacciatori
- 1855 decorato con l'Ordine di San Gregorio Magno
- 1859, 23 aprile nominato Maggiore ed assegnato al comando della Piazza di Perugia, in sostituzione del maggiore Odoardo Corbucci, diventato Comandante del I Battaglione Cacciatori
- 1859, 14 giugno, sull'onda della seconda guerra d'indipendenza italiana e delle vittorie franco-piemontesi in Lombardia, avvenne lo scoppio della rivolta antipapalina e filoitaliana a Perugia. Il delegato pontificio mons. Giordani e le truppe di stanza, troppo esigue per resistere, su indicazione esplicita del cardinale Giacomo Antonelli, Segretario di Stato, si ritirarono a Foligno
- 1859, 20 giugno una colonna di circa 2.000 soldati del 1º reggimento estero[4] dell'Esercito pontificio, comandati dal Colonnello Antonio Schmidt d'Altorf, assalì Perugia, la riconquistò e la saccheggiò, provocando numerosi morti e feriti e rapinando tutti i valori. Tra i rapinati una famiglia di cittadinanza statunitense. L'evento causò un incidente diplomatico con il Governo degli Stati Uniti[5].
- 1860, 19 agosto, dopo 25 anni di carriera militare, Alessandro Friggeri fu messo a riposo (giubilato)

### La svolta valdese
Il conte Alessandro Friggeri aderì alla Chiesa Evangelica Valdese, seguendo l'esempio del suo commilitone ed amico fraterno marchese Giulio Especo y Vera e della di lui moglie Geltrude Especo, insieme alla quale entrò formalmente nella Chiesa Valdese a Pentecoste del 1872 (19 maggio).
Grazie alla sua formazione, diventò rapidamente un membro importante della Comunità valdese, in cui profuse molto impegno, prendendo a cuore in particolare il gruppo di Poggio Mirteto, per il quale riuscì a trovare (ed a finanziare, parzialmente, di tasca sua) una sede stabile nel 1879.
Nel settembre 1879 fu eletto membro del Comitato (nazionale) di Evangelizzazione del Sinodo valdese, in sostituzione di Giulio Especo y Vera, divenuto ormai troppo anziano.
Il 17 maggio del 1880, gravemente ammalato, morì a Roma e venne sepolto nella tomba di famiglia, a Perugia.

### Libri specifici sull'argomento trattato
cioè testi che contengono descrizioni esplicite di fatti inerenti alla vita e alle opere del Maggiore Alessandro Friggeri.
- Mario Cignoni, Il marchese Giulio Especo (1801-1883), Roma, Gruppi Biblici Universitari, 1992, ISBN non esistente.
- Pietro Roselli, Memorie relative alla spedizione e combattimento di Velletri avvenuto il 19 maggio 1849, Torino, Tipografia sociale degli Artisti A. Pons & C., 1853.
- Stato pontificio Ministero delle armi, Modificazioni ed aggiunte apportate al piano organico dell'11 giugno 1850: tanto per i quadri di formazione dei differenti corpi costituenti le truppe indigene di linea quanto per le relative tariffe dei soldi ed accessorj non che delle masse e ciò in forza di sovrana approvazione del giorno 31 maggio 1852, Roma, Tip. della Rev. Cam. Apost., 1852.
- Henry Nelson Gay, Uno screzio diplomatico fra il governo pontificio e il governo americano e la condotta degli Svizzeri a Perugia il 20 giugno 1859, Perugia, Unione tip. cooperativa. Estratto dai Fascicolo II-III (Anno III) dell'Archivio storico del Risorgimento Umbro, 1907.
- Nicomede Bianchi (editor), Memorie del generale Carlo Zucchi, Milano, Torino, casa Editrice Italiana di M. Guigoni, 1861.
- Anonimo, Raccolta delle leggi, decreti, ordinanza e regolamenti del governo dello Stato Romano incominciando dal 24 novembre 1848: Volume III, Bologna, Tipografia di Giuseppe Tiocchi, 1849.
- Anonimo, Gli ultimi sessantanove giorni della Republica in Roma: narrazione compilata sugli atti officiali publicati per comando del governo e per la massima parte inseriti nel Monitore Romano, Roma, Tipografia Paterno, 1849.
- Giuseppe Gabussi, Memorie per servire alla storia della rivoluzione degli Stati romani dall'elevazione di Pio IX al pontificato sino alla caduta della repubblica: Volume II, Genova, Co' tipi del R. I. de' sordo-muti, 1851-1852, 1851.

### Libri di inquadramento generale
- Nicola Roncalli, Cronaca di Roma: Volumi I, II, III, IV - 1844-1861, Roma, Istituto per la storia del Risorgimento italiano, 1972, ISBN non esistente.
- Carlo Rusconi, La repubblica romana del 1849, Capolago, Tip. Elvetica, Torino, Libreria Patria coeditrici, 1852.
- Marco Severini, La Repubblica romana del 1849, Venezia, Marsilio, 2011, ISBN 978-88-317-0803-6.
- AA. VV., Dalle valli all'Italia: i valdesi nel Risorgimento, 1848-1998, Torino, Claudiana, 1998, ISBN 88-7016-265-6.
- Mario Cignoni, I valdesi a Roma: la Chiesa di via 4 novembre nel centenario del tempio, 1883-1983, Roma, s.n.!. Biblioteca Valdese Torre Pellice FS OP D 421, 1983, ISBN non esistente.
- Giorgio Spini, Risorgimento e protestanti, Torino, Claudiana, II edizione rivista ed ampliata, 1998, ISBN 88-7016-281-8.
- Attilio Vigevano, La fine dell'Esercito pontificio, Roma, Stab. poligr. per l'amministrazione della guerra, 1920. Copia anastatica stampata da Ermanno Albertelli Editore, 1994, ISBN 88-85909-95-7.
- Alberto Mario Banti, Il Risorgimento italiano, Roma, GLF editori Laterza, 2008, ISBN 978-88-420-8574-4.